# 鳳そう魚
鳳魚（ほうそうぎょ）は、江戸時代の日本で発見された怪魚。昭和初期の民俗学者・藤沢衛彦の著書『変態見世物史』に記述がある。

## 概要

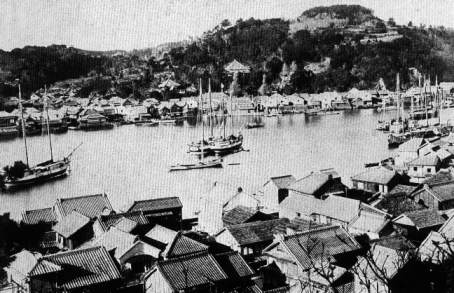
鳳魚が発見されたといわれる浦賀の海

天保9年（1838年）6月、相州（現在の神奈川県）浦賀の浜辺にいるところを発見され、生け捕りにされた。外観はエビのようであったが、頭部はショウジョウ、顔は馬またはネコに似ており、ヒレは四肢のようであった。両の目玉は鐘のように光り、腹は金色に輝いていたという。
日中は通常の魚のように海中を泳いでいるが、夜になると水から上がって陸上で生活していたと伝えられている。
名称の「そう」の字は上半分が「赤」、下半分が「相」であり、そのために日野巌の著書『日本妖怪変化語彙』では縦書きで「鳳赤相魚」と表記されている。